# Saint-Pierre (Alpes de Alta Provenza)
 Saint-Pierre  es una población y comuna francesa, situada en la región de Provenza-Alpes-Costa Azul, departamento de Alpes de Alta Provenza, en el distrito de Castellane y cantón de Entrevaux.

## Demografía
| 53 | 51 | 37 | 50 | 71 | 73 |
| Para los censos de 1962 a 1999 la población legal corresponde a la población sin duplicidades (Fuente: INSEE [Consultar]) |    |    |    |    |    |